# Chiesa dell'Ordine Teutonico
La chiesa dell'Ordine Teutonico ovvero chiesa di San Giorgio in Weggenstein a Bolzano (in tedesco St. Georg in Weggenstein o Deutschhaus) è una chiesa in stile gotico dedicata a san Giorgio, patrono assieme a santa Elisabetta d'Ungheria dell'Ordine.

## Storia

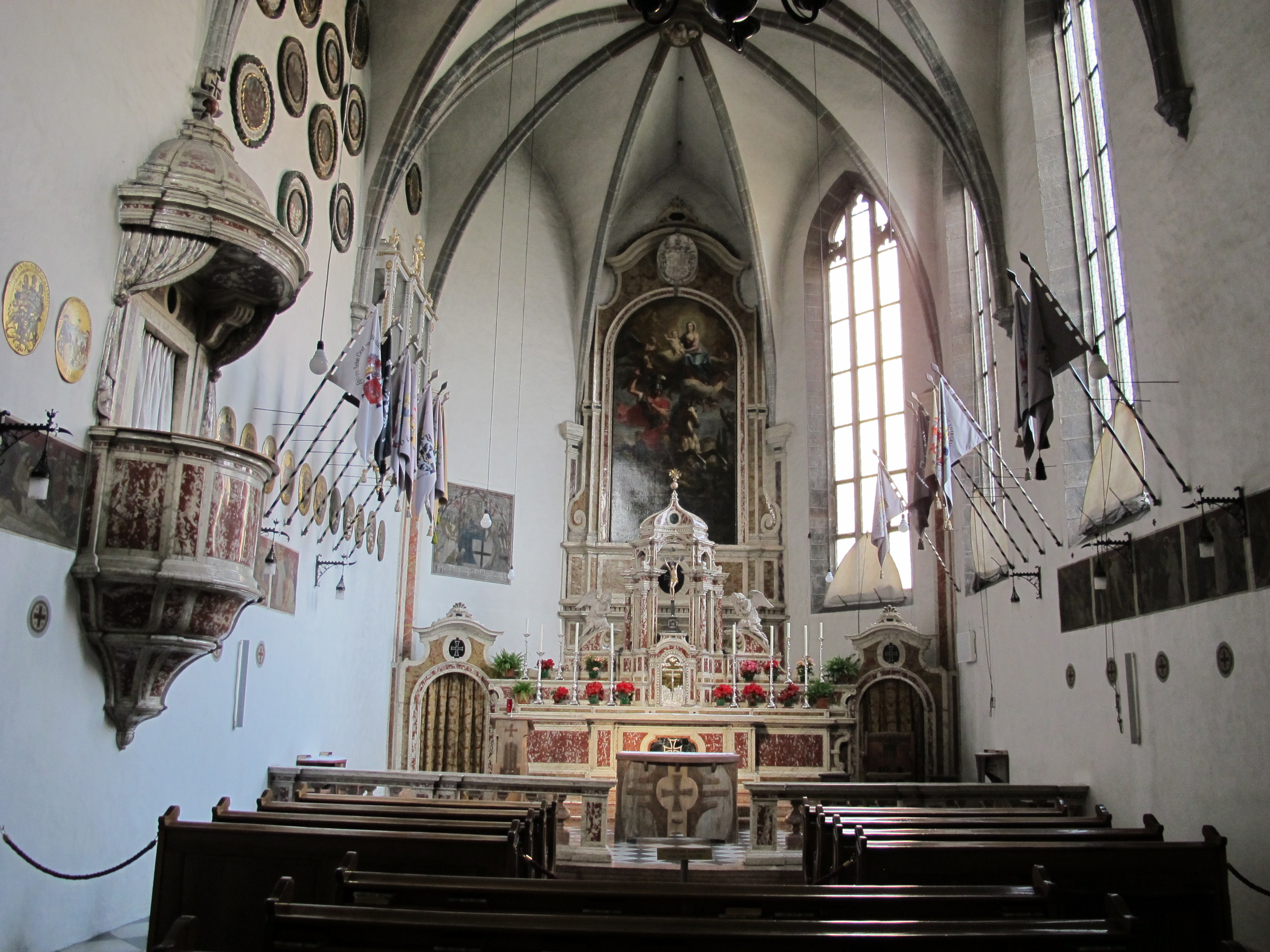
Interno

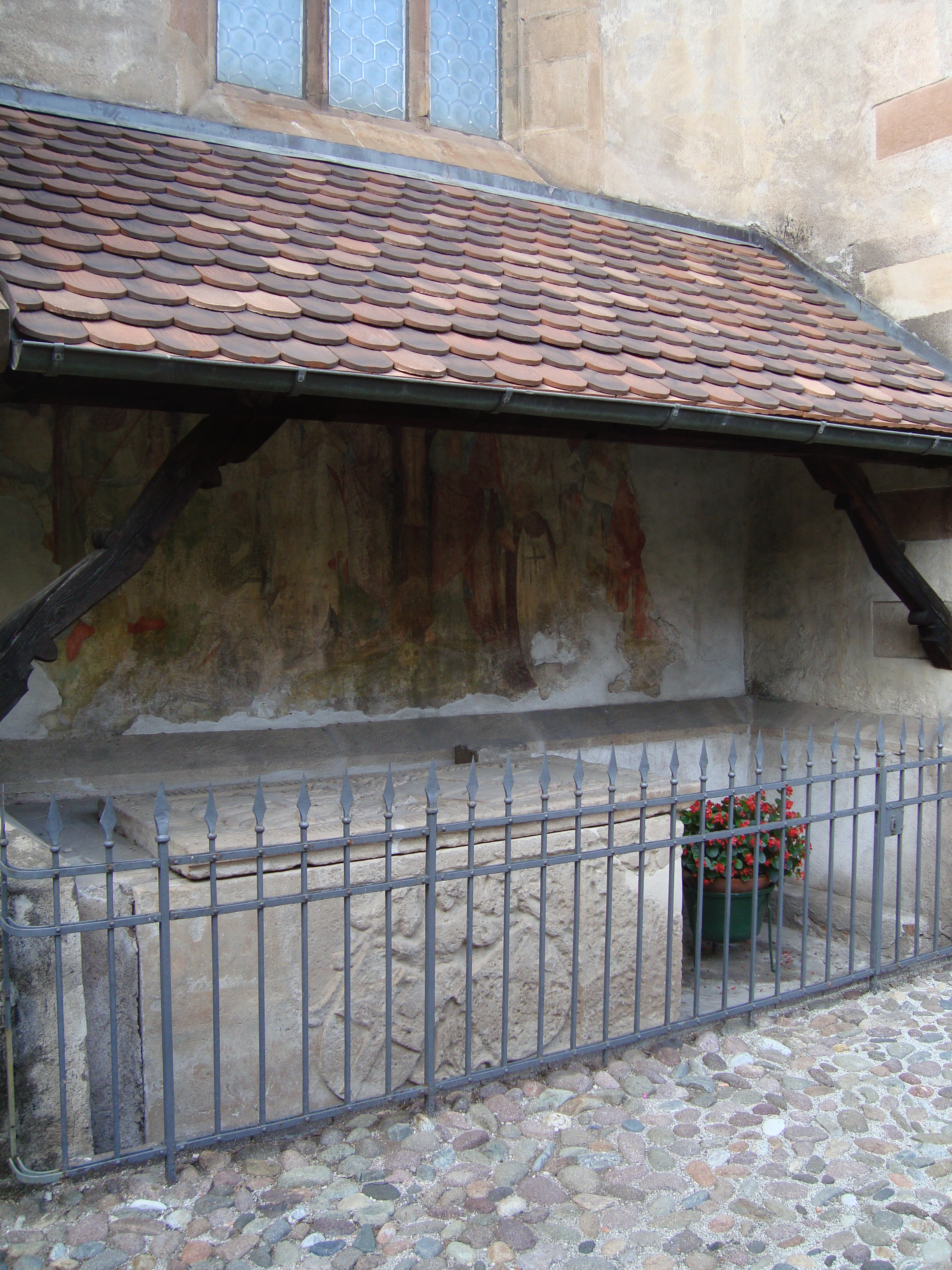
Affreschi all'esterno

L'Ordine nacque al tempo delle crociate ed era formato da monaci e cavalieri provenienti dall'area linguistica tedesca (da cui il nome "teutonico"). Bolzano, punto principale del Baliato dell'Ordine Teutonico all'Adige e nei Monti, era un'importante base per l'Ordine, dovuta alla posizione viaria fra nord e sud dell'Europa, anche perché il suo compito principale era quello di vigilare su questa strategica arteria. Nella zona di Bolzano costruirono nel 1202 (pochi anni dopo la fondazione dell'ordine cavalleresco in Terra santa) la chiesa ed un ospizio, situati entrambi nei pressi dell'Isarco, sotto il Virgolo. Dopo varie alluvioni i cavalieri trasferirono la loro sede nell'attuale via Weggenstein (presso il castello Weggenstein, già proprietà dei nobili Vintler di Bolzano e attestato nel 1369 con Wittego de Wekkenstain).
Il castello divenne sede regionale del ordine dei cavalieri teutonici. Il ramo sacerdotale, che esiste tuttora, invece si stabilì al suo nascere a Lana. La chiesa risale al 1392 ed è stata costruita nel più ampio rispetto della tradizione gotica tedesca. L'area accanto alla chiesa venne acquistata dalla commenda di Weggenstein nel XV secolo. Durante la rivolta contadina a capo di Michael Gaismair nel 1525 parte del complesso venne danneggiato. La ricostruzione barocca fu opera del "Landkomtur" barone Johann Heinrich von Kagenegg (1710-1745).
La Deutschhaus è stata gravemente danneggiata durante la seconda guerra mondiale; la sua caratteristica torre tardogotica, eretta nel 1500 da Heinrich von Knöringen, fu distrutta da un bombardamento ed è stata ricostruita nel 1991-1992 su progetto dell'architetto Hanns von Klebelsberg di Bolzano.

## Interni
All'interno della chiesa si trovano i simboli dell'Ordine, i cosiddetti Aufschwörschilder, un altare in marmo policromo, oggetti artistici di valore e una pala d'altare realizzata da Martin Knoller, decoratore della Wipptal che ha realizzato anche la barocca chiesa di Sant'Agostino nel complesso dell'abbazia di Muri-Gries.